# ئی‌پی ۵٫۹۸ دلاری: بازگشت به روزهایی که در گاراژ بودیم
ای‌پی ۵٫۹۸ دلاری : بازگشت به روزهایی که در گاراژ بودیم آلبوم آلبوم چندآهنگه اثر متالیکا است که در ۲۱ اوت ۱۹۸۷ منتشر شد.
| بررسی انتقادی | بررسی انتقادی |
| منبع          | رتبه‌بندی      |
| ------------- | ------------- |
| آل میوزیک     | [ ۱ ]         |
| شیکاگو تریبون | [ ۲ ]         |